# Gruppo efficienza aeromobili (70º Stormo)
Il Gruppo efficienza aeromobili del 70º Stormo è un Gruppo efficienza aeromobili (G.E.A.) dell'Aeronautica Militare, costituito il 1º febbraio 2003 nell'ottica di una riorganizzazione delle strutture manutentive periferiche della forza armata.
Il G.E.A. ha raccolto l'eredità di uomini, mezzi e professionalità del Centro manutenzione, precedentemente inquadrato nel 470º Gruppo S.T.O., e della Sezione linea volo precedentemente inquadrata nel 207º Gruppo volo, entrambe riconfigurati come organizzazione a livello di "gruppo non di volo" posto alle dirette dipendenze del comandante del 70º Stormo.
Il Gruppo assicura la costante efficienza dei velivoli SF-260EA assegnati al reparto, dei relativi impianti di bordo, dei componenti, degli equipaggiamenti di volo e di emergenza e delle attrezzature di supporto al suolo (Aerospace Ground Equipment), allo scopo di consentire al 207º Gruppo volo e alla 674ª Squadriglia collegamenti l'espletamento dell'attività prevista.

Distintivo del Centro manutenzione riconfigurato nel Gruppo efficienza aeromobili

## L'attività del G.E.A.
Le attività svolte all'interno del G.E.A. sono incentrate principalmente nella manutenzione del velivolo SF-260EA ripartita come segue:
- la Sezione linea volo svolge interventi di 1º livello tecnico attraverso l'allestimento e l'approntamento dei velivoli secondo la tipologia di missione da svolgere garantendo la massima efficienza del sistema d'arma assegnato;
- la Sezione manutenzione svolge interventi di 2º e 3º livello tecnico riguardanti tutta la manutenzione programmata e non programmata dei velivoli, motori, apparati e componenti in dotazione, nel rispetto delle pubblicazioni tecniche emanate dalla Direzione generale degli armamenti aeronautici (ARMAEREO) e degli ordini di servizio tecnico emanati dal comandante del G.E.A.;
- la Sezione servizi tecnici generali provvede alla manutenzione di 1º livello tecnico dei velivoli Aermacchi MB-339 della 674ª Squadriglia collegamenti e curando l'assistenza dei velivoli nazionali e NATO di passaggio;
- all'ufficio tecnico compete la programmazione dei lavori da eseguire presso la Sezione manutenzione, curando l'applicazione e la registrazione delle prescrizioni tecniche emanate dalla Direzione generale, inoltre compila ed aggiorna le situazioni periodiche attinenti all'efficienza della flotta e le scadenze dei velivoli, motori, equipaggiamenti e delle attrezzature di prova e supporto al suolo;
- la Sezione controllo qualità della manutenzione (S.C.Q.M.), provvede al controllo qualitativo delle procedure di lavorazione sui velivoli, delle attrezzature e degli equipaggiamenti di supporto. Provvede inoltre ad organizzare, coordinare e controllare i programmi di abilitazione "On Job Training" (OJT) del personale tecnico, pianificando le esigenze di qualificazione e il mantenimento delle capacità lavorative.